# Coptobasis spretalis
Coptobasis spretalis is een vlinder uit de familie van de grasmotten (Crambidae). De wetenschappelijke naam van deze soort is voor het eerst voorgesteld door Julius Lederer in een publicatie uit 1863.
De soort komt voor in Indonesië en is voor het eerst ontdekt op Ambon.